# Penn Badgley

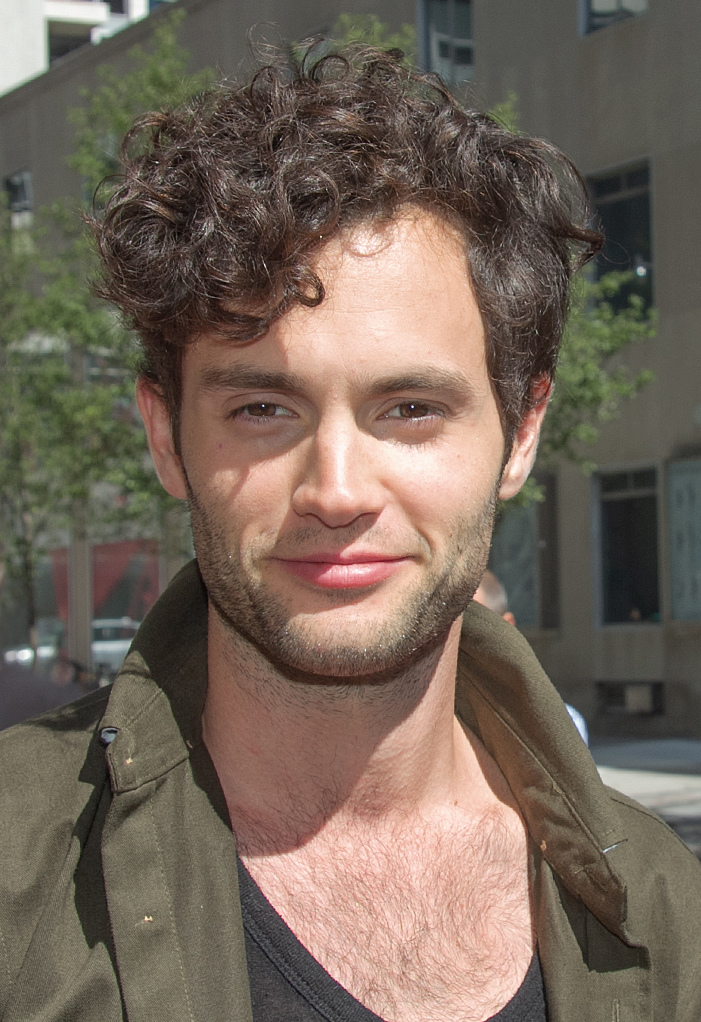
Penn Dayton Badgley (2012)

Penn Dayton Badgley (* 1. November 1986 in Baltimore, Maryland) ist ein US-amerikanischer Schauspieler, der vor allem durch seine Rollen in Schatten der Leidenschaft, Do Over – Zurück in die 80er, Gossip Girl und You – Du wirst mich lieben bekannt wurde.

## Leben
Penn Badgley wuchs in Richmond im US-Bundesstaat Virginia und in Seattle in Washington auf. Er spielte beim Seattle Children’s Theatre und machte Sprecherarbeiten für eine Kinderradiostation. Durch diese Arbeit entdeckte er seine Leidenschaft für die Schauspielerei.
Nachdem er im Alter von 14 Jahren das California High School Proficiency Exam bestanden hatte, studierte er zwei Jahre am Santa Monica College in Los Angeles. Danach wurde er an der University of Southern California angenommen; allerdings wird sich der Beginn seines Studiums auf Grund seiner schauspielerischen Betätigung bis auf weiteres verschieben.
2001 wurde er für seine Rolle in Schatten der Leidenschaft für einen Young Artist Award in der Kategorie Best Performance in a Daytime TV Series – Young Actor nominiert. Von 2007 bis 2012 war er in der The-CW-Jugendserie Gossip Girl in der Rolle als Dan Humphrey zu sehen.
In dem 2011 gedrehten Film Greetings from Tim Buckley unter der Regie von Dan Algrant übernahm er die Rolle des Jeff Buckley inklusive der Gesangspartien.

## Privates
Von 2007 bis 2010 war er in einer Beziehung mit seiner Schauspielkollegin Blake Lively, von 2011 bis 2013 mit der Schauspielerin Zoë Kravitz.
Badgley hat eine ältere Halbschwester, zu der er allerdings keinen geschwisterlichen Kontakt pflegt. Neben der Schauspielerei widmet sich Badgley auch der Musik: er singt, schreibt Songs und spielt Gitarre. Außerdem moderierte er auch die Video Music Awards 2010 in Los Angeles unter anderem mit Chelsea Handler.
Badgley lebt in New York.
Er hat am 28. Februar 2017 die Sängerin Domino Kirke geheiratet. Am 11. August 2020 wurden beide erstmals Eltern eines Jungen. Er bekennt sich zum Baha'i-Glauben.

## Filmografie
- 1999: Will & Grace (Folge 2x09)
- 1999: Daddio (Folgen 2x01 und 2x04)
- 2000: Bull (Folge 1x17)
- 2000–2001: Schatten der Leidenschaft (The Young and the Restless, 6 Folgen)
- 2000, 2002: The Brothers Garcia (Folgen 1x06 und 3x01)
- 2001: The Fluffer (Film)
- 2002: Hallo Holly (What I Like About You, Folge 1x08)
- 2002–2003: Do Over – Zurück in die 80er (Do Over, 16 Folgen)
- 2003: Twilight Zone (The Twilight Zone, Folge 1x42)
- 2004: Debating Robert Lee (Film)
- 2004–2005: The Mountain (13 Folgen)
- 2006: The Bedford Diaries (8 Folgen)
- 2006: Rache ist sexy (John Tucker Must Die, Film)
- 2006: Drive-Thru (Film)
- 2007: 3 lbs (Film)
- 2007: Forever Strong (Film)
- 2007–2012: Gossip Girl (121 Folgen)
- 2009: Stepfather (The Stepfather, Film)
- 2010: Einfach zu haben (Easy A, Film)
- 2011: Der große Crash – Margin Call (Margin Call, Film)
- 2012: Greetings from Tim Buckley (Film)
- 2014: Parts per Billion (Film)
- 2014: Anarchie (Cymbeline, Film)
- 2015: The Slap (2 Folgen)
- seit 2018: You – Du wirst mich lieben (You)
- 2021: Here Today
- 2024: The Boy Is Mine (Ein Musikvideo von Ariana Grande)